# Arkadiusz Chęciński

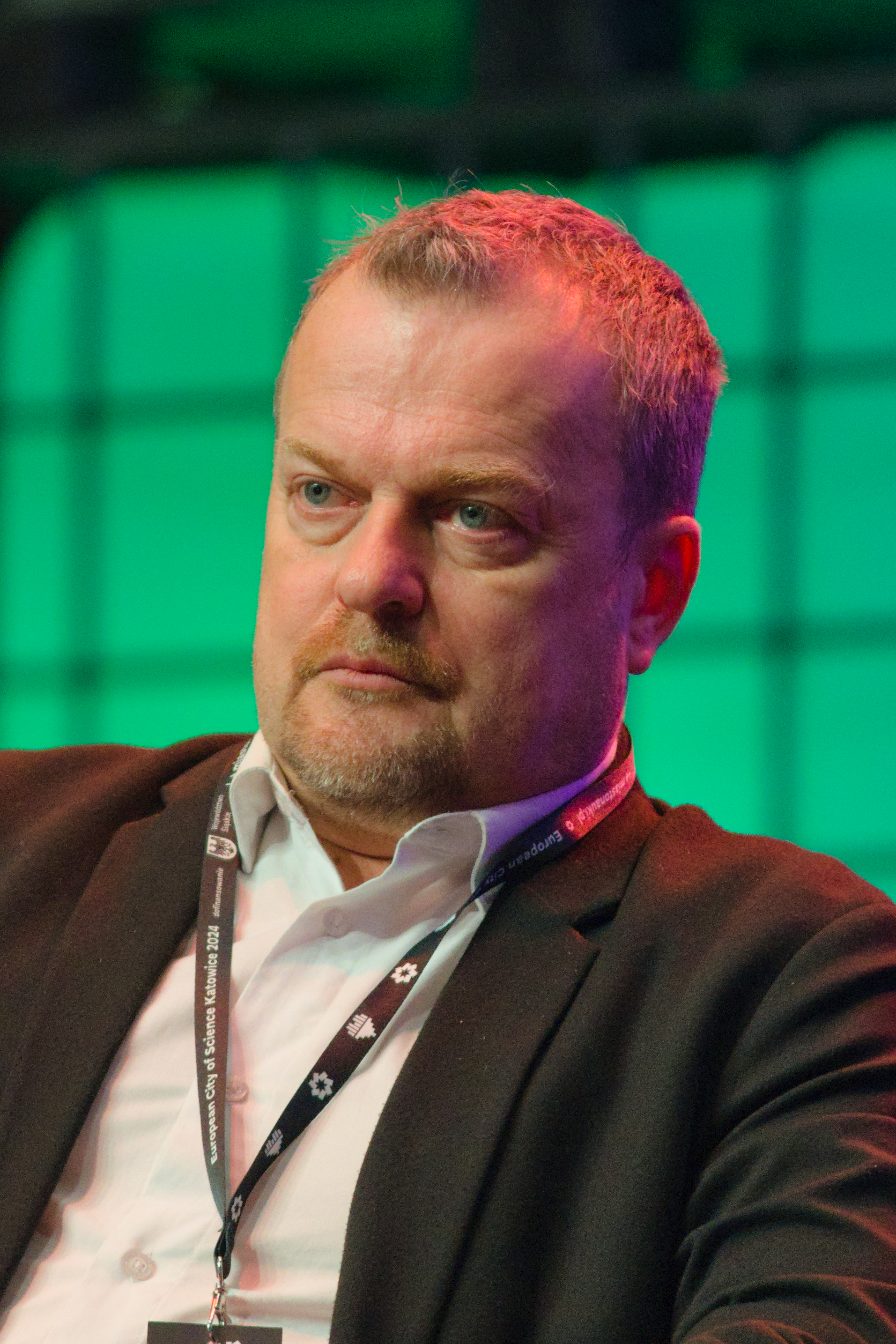
Arkadiusz Chęciński (2024)

Arkadiusz Janusz Chęciński (* 5. Juni 1971 in Sosnowiec) ist ein polnischer Politiker (PO) und seit 2014 Stadtpräsident von Sosnowiec.

## Leben und Beruf
Chęciński absolvierte ein Studium der öffentlichen Verwaltung am wissenschaftlichen Humanitas-College in seiner Heimatstadt Sosnowiec. Von 1992 bis 2011 war er als selbständiger Unternehmer tätig.

## Politik
Chęciński ist Mitglied der Platforma Obywatelska, für die er 2010 in den Stadtrat von Sosnowiec gewählt wurde. 2011 wurde er stellvertretender Stadtpräsident, wechselte aber bereits 2013 in den Vorstand der Woiwodschaft Schlesien. Bei den Selbstverwaltungswahlen 2014 bewarb er sich für die PO um das Amt des Stadtpräsidenten von Sosnowiec. Im zweiten Wahlgang konnte er sich mit 63,2 % der Stimmen gegen den seit 2002 amtierenden Amtsinhaber Kazimierz Górski von der linksorientierten Sojusz Lewicy Demokratycznej durchsetzen und wurde zum neuen Stadtpräsidenten gewählt. Bei der turnusmäßigen Neuwahl im Oktober 2018 wurde er bereits im ersten Wahlgang mit 66,7 % der Stimmen gegen fünf Mitbewerber wiedergewählt. Bei den Selbstverwaltungswahlen 2024 unterstützte ihn außer der PO auch die Linkskoalition Lewica und er wurde erneut bereits im ersten Wahlgang mit 62,3 % der Stimmen wiedergewählt.